# Blanquefort-sur-Briolance
Blanquefort-sur-Briolance é uma comuna francesa na região administrativa da Nova Aquitânia, no departamento Lot-et-Garonne. Estende-se por uma área de 42,55 km². Em 2010 a comuna tinha 496 habitantes (densidade: 11,7 hab./km²).